# Paul Erman
Paul Erman (Berlin, 1764. február 29. – Berlin, 1851. október 11.) német fizikus, Jean Pierre Erman fia, Georg Adolf Erman édesapja.

## Életútja
Családjának neve tulajdonképpen Ermendinger volt, és az Erman nevet csak egyik elődje vette föl, aki Genfben telepedett le. Tanulmányai végeztével a berlini francia gimnáziumban a természettant tanította, 1791-ben a hadiskolán nevezték ki tanárnak, majd 1810-ben az egyetemen a fizika rendes tanára lett. 1806-ban a Porosz Tudományos Akadémia tagjai közé választotta és 1810-től 1841-ig az akadémia matematikai és fizikai osztályának titkára volt. 1919-ben Leopoldina Német Természettudományos Akadémia tagjává választották.

## Munkássága
Fő szakterülete az elektromosság és mágnesség volt.
Erman a testeket az elektromosság szempontkából öt osztályba sorolta: nem vezetők, teljes vezetők, bipolárok, pozitív és negatív unipolárok és tökéletlen vezetők. Ezzel az osztályozással összefügg az unipolaritásról szóló elmélete, amellyel elnyerte az I. Napóleon által természettudományi célokra kitűzött 3000 franknyi jutalmat. Elmélete később teljesen tarthatatlannak bizonyult, Michael Faraday cáfolta meg.
Erman a galvánlánc új elméletét dolgozta ki, amely a kontaktus-elmélettel azonos alapkon nyugszik. Figyelemre méltóak a saját maga által szerkesztett elektromotorikus géppel tett kísérletei. A gép egy egyedüli galvánelemből áll, amely a záródróttal együtt mozgatható, és egy szálra van felakasztva, így egy mágnes hatása alatt lengéseket végez. A géppel végzett kísérletét, valamint magát a gépet is, az Umrisse zu den physischen Verhältnissen des von Herrn Prof. Oersted entdeckten elektrochemischen Magnetosmus (Berlin, 1821) című munkájában írta le. A műben szerepel a Poggendorf-féle multiplikátor szerkezeténak leírása is. Kísérleteket folytatott a galvánáramnak a tapadásra való hatásáról, valamint az elektrokapillaritásról; dolgozott az optika és fiziológia terén is. Számos fizikai tárgyú értekezése jelent meg különböző tudományos folyóiratokban.